# Série Corée du Sud
 (mars 2025).

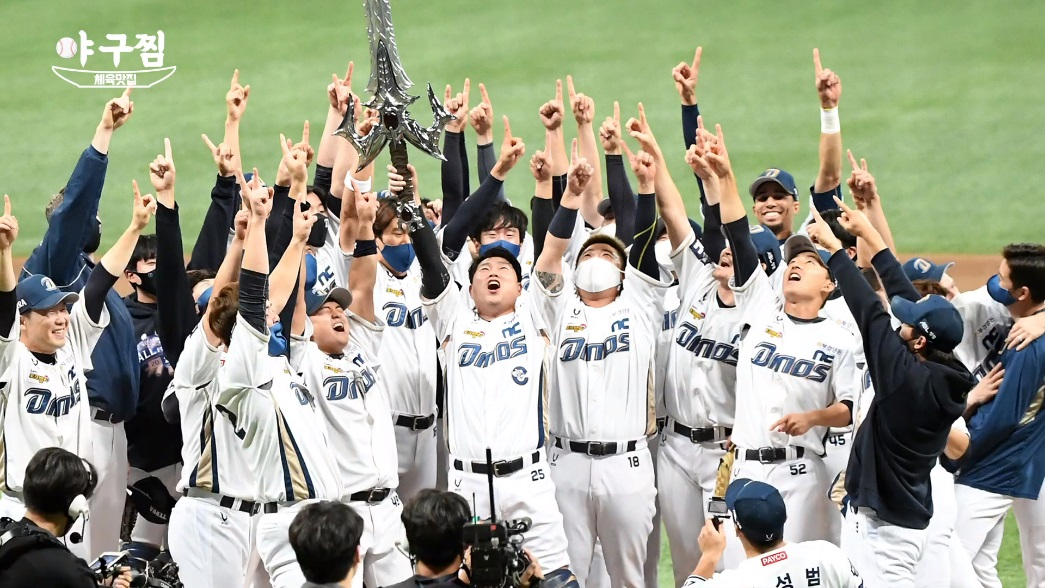
L'équipe NC Dinos célèbre sa première victoire lors de la Série Corée du Sud.

La Série Corée du Sud (ko anglais « KBO 한국시리즈 ») est la série finale de la  Ligue Championnat de Corée du Sud de baseball (KBO). Elle a lieu en octobre, après la saison régulière et oppose les champions de la Ligue de la saison. Actuellement, la série se dispute au meilleur de sept rencontres, la première équipe avec quatre victoires décrochant le titre. Les tenants du titre sont les LG Twins qui ont battu les KT Wiz 4-1. 
La première Série Corée du Sud est disputée en 1982.

## Palmarès

### Champions par année
| Année | Champion         |
| ----- | ---------------- |
| 1982  | OB Bears         |
| 1983  | Haitai Tigers    |
| 1984  | Lotte Giants     |
| 1985  | Samsung Lions    |
| 1986  | Haitai Tigers    |
| 1987  | Haitai Tigers    |
| 1988  | Haitai Tigers    |
| 1989  | Haitai Tigers    |
| 1990  | LG Twins         |
| 1991  | Haitai Tigers    |
| 1992  | Lotte Giants     |
| 1993  | Haitai Tigers    |
| 1994  | LG Twins         |
| 1995  | OB Bears         |
| 1996  | Haitai Tigers    |
| 1997  | Haitai Tigers    |
| 1998  | Hyundai Unicorns |
| 1999  | Hanwha Eagles    |
| 2000  | Hyundai Unicorns |
| 2001  | Doosan Bears     |
| 2002  | Samsung Lions    |
| 2003  | Hyundai Unicorns |
| 2004  | Hyundai Unicorns |
| 2005  | Samsung Lions    |
| 2006  | Samsung Lions    |
| 2007  | SK Wyverns       |
| 2008  | SK Wyverns       |
| 2009  | Kia Tigers       |
| 2010  | SK Wyverns       |
| 2011  | Samsung Lions    |
| 2012  | Samsung Lions    |
| 2013  | Samsung Lions    |
| 2014  | Samsung Lions    |
| 2015  | Doosan Bears     |
| 2016  | Doosan Bears     |
| 2017  | Kia Tigers       |
| 2018  | SK Wyverns       |
| 2019  | Doosan Bears     |
| 2020  | NC Dinos         |
| 2021  | KT Wiz           |
| 2022  | SSG Landers      |
| 2023  | LG Twins         |

## Championnats par équipe
Les saisons où l'équipe a remporté la Série sont indiquées en gras.
| Team                                | Victoires | Finales | Saison(s)                                                                                      |
| ----------------------------------- | --------- | ------- | ---------------------------------------------------------------------------------------------- |
| Kia Tigers (Haitai Tigers)          | 11        | 11      | 1983, 1986, 1987, 1988, 1989, 1991, 1993, 1996, 1997, 2009, 2017                               |
| Samsung Lions                       | 7＋1      | 17      | 1985, 1986, 1987, 1990, 1993, 2001, 2002, 2004, 2005, 2006, 2010, 2011, 2012, 2013, 2014, 2015 |
| Doosan Bears (OB Bears)             | 6         | 14      | 1982, 1995, 2000, 2001, 2005, 2007, 2008, 2013, 2015, 2016, 2017, 2018, 2019, 2020             |
| SK Wyverns                          | 4         | 8       | 2003, 2007, 2008, 2009, 2010, 2011, 2012, 2018                                                 |
| Hyundai Unicorns (Pacific Dolphins) | 4         | 6       | 1994, 1996, 1998, 2000, 2003, 2004                                                             |
| LG Twins (MBC Chungyong)            | 3         | 7       | 1983, 1990, 1994, 1997, 1998, 2002, 2023                                                       |
| Lotte Giants                        | 2         | 4       | 1984, 1992, 1995, 1999                                                                         |
| Hanhwa Eagles (Binggrae Eagles)     | 1         | 6       | 1988, 1989, 1991, 1992, 1999, 2006                                                             |
| NC Dinos                            | 1         | 2       | 2016, 2020                                                                                     |
| KT Wiz                              | 1         | 2       | 2021, 2023                                                                                     |
| Kiwoom Heroes (Nexen Heroes)        | 0         | 2       | 2014, 2019                                                                                     |